# Staatsrat des Großherzogtums Hessen
Der Staatsrat des Großherzogtums Hessen war von 1821 bis 1875 ein hochrangiges Beratungsgremium und oberstes Verwaltungsgericht im Großherzogtum Hessen.

## Geschichte
Anfang der 1820er Jahre gab es einschneidende Reformen in der Organisation des Großherzogtums. Mit der Verfassung des Großherzogtums Hessen vom Dezember 1820 waren die Landstände des Großherzogtums Hessen gestärkt worden. Darauf reagierte die Exekutive 1821 mit einem Modernisierungsschub: Die Regierung wurde nun aus – zunächst drei – Fachministerien gebildet.
Den Fachministerien zur Seite gestellt wurde der Staatsrat. Sehr eilig hatten es die Verantwortlichen nicht damit, das Gremium zu konstituieren. Erst nach zwei Jahren kam es 1823 zu Stande. Erster Präsident des Staatsrates wurde Ministerpräsident Karl Ludwig Wilhelm von Grolman.
1875 wurde die Institution aufgehoben, als der Verwaltungsgerichtshof Darmstadt für das Land gegründet wurde.

## Funktion
Dem Staatsrat waren hauptsächlich zwei Aufgaben zugewiesen:
- Beratung der Exekutive und des Großherzogs, insbesondere bei Gesetzesvorhaben und in Fällen der Neuorganisation von Verwaltung und Rechtsprechung.[4] Da im Staatsrat auch alle Minister vertreten waren, die zuvor derartige Vorhaben schon in ihren Ministerien erwogen hatten, scheint diese Funktion des Staatsrates redundant gewesen zu sein. Jedenfalls schlägt sich eine Tätigkeit diesbezüglich in der Literatur nicht nieder und spielt auch keine Rolle mehr, als das Gremium 1875 aufgehoben wird. Bei seiner Aufhebung 1875[5] geht es ausschließlich noch um die Funktion des Staatsrates als
- oberstes „Verwaltungsgericht“ für das Großherzogtum, zuständig sowohl in Kompetenzkonflikten zwischen Justiz und Verwaltung als auch bei Beschwerden der Bürger über Verwaltungshandeln.[6] Dem Staatsrat gehörten deshalb von Anfang an auch immer Richter der höchsten Gerichte des Landes an.[7]

## Zusammensetzung
Mitglieder des Staatsrats waren:
- der Erbgroßherzog,
- weitere vom Großherzog ernannte Prinzen,
- alle Minister, von denen einer zum Präsidenten des Staatsrates ernannt wurde,
- die Geheimen Staatsräte, die in den Ministerien arbeiteten (Spitzenbeamte der Ministerien),
- weitere dauerhaft ernannte Mitglieder,
- weitere auf ein Jahr ernannte Beamte,
- ein Generalsekretär des Staatsrates.

## Präsidenten des Staatsrats
- Karl Ludwig Wilhelm von Grolman (1823[9]–1829)
- August Konrad Hofmann (1829–1841)
- Karl Wilhelm von Kopp (1841–1844)
- Johann Matthäus von Lehmann (1844–1848)
- Carl Wilhelm Zimmermann (1848–1856), am 14. September 1856 im Amt verstorben
- Wilhelm Hallwachs (1857[10]–1860[11]), am 27. Mai 1860 im Amt verstorben
- Friedrich von Lindelof (1860–1875[12])

## Trivia
Die Mitglieder des Staatsrates trugen die Uniformen ihrer Dienststellen.